# Randy Breuer
Randall W. Breuer, detto Randy (Lake City, 11 ottobre 1960), è un ex cestista statunitense, professionista nella NBA.

## Carriera
Venne selezionato dai Milwaukee Bucks al primo giro del Draft NBA 1983 (18ª scelta assoluta).